# Putnoky Móric
Putnoky Móric (Kelemér, Gömör és Kishont vármegye, 1866. július 3. – Budapest, 1946. október 24.) magyar földbirtokos, főispán, titkos tanácsos, országgyűlési képviselő.

## Élete
1866-ban született a Gömör megyei Keleméren, római katolikus családban. Középiskoláit a piaristák budapesti gimnáziumában végezte, majd ugyancsak a fővárosban szerzett jogi egyetemi végzettséget is. Tanulmányait befejezve visszavonult családja keleméri birtokára és ott kezdett gazdálkodni. 1891-ben tiszteletbeli szolgabíróvá nevezték ki, 1892-ben pedig parlamenti képviselőnek választották a putnoki kerületben, függetlenségi és 48-as programmal. Attól kezdve mintegy fél évszázadon át minden országgyűlésnek tagja volt, a legtöbb ciklusban a putnoki kerületet képviselve, 1939–1944 között pedig a Magyar Élet Pártja borsod-gömöri listájáról mandátumot szerezve.
Az első világháború alatt mint honvéd huszárszázados teljesített szolgálatot, 1917-ben pedig Gömör vármegye főispánja lett, ezt a tisztséget az őszirózsás forradalomig töltötte be. Később belépett a Kisgazdapártba, majd egy nagyobb kilépési hullámban ő is távozott onnan és csatlakozott az Egységes Párthoz.
1931-ben, amikor Karafiáth Jenőt kultuszminiszterré nevezték ki, ő lett a képviselőház háznagya, ezt a tisztséget három cikluson át, egészen 1944-es lemondásáig viselte, mindenkori képviselőtársai bizalmából. Ugyancsak hosszú évekig volt elnöke az állandó összeférhetetlenségi bizottságnak is.
Vármegyéje életében is többféle szerepet vállalt. Örökös tagja volt  Gömör vármegye törvényhatósági bizottságának, tagja a kisgyűlésnek; elnöke a Budapesti Gömörmegyei Egyesületnek és a Gömör-Borsod-Abaújmegyei Agarász Egyletnek. Alelnöke volt a Felvidéki Egyesületek Szövetségének, továbbá tagságot viselt a Kivándorlási Tanácsban, az Országos Gazdasági Munkáspénztár igazgatóságában és a Gazdák Biztosító Szövetkezete központi választmányában.
A kormányzó az érdemei elismeréséül és a hazának tett szolgálataiért előbb a Magyar Érdemrend középkeresztjét adományozta neki a csillaggal, majd titkos tanácsossá nevezte ki.